# Ugo di Montgomery
Ugo di Montgommery, in francese: Hugues de Montgommery (1053 circa – Anglesey, 31 luglio 1098), fu il secondo conte di Shrewsbury e delle altre contee inglesi, dal 1094 fino alla sua morte.

## Origine
Sia secondo il monaco cristiano e scrittore, normanno, Guglielmo di Jumièges, nel suo Historiae Normannorum scriptores antiqui, che secondo il monaco e cronista inglese, Orderico Vitale, Roberto era il figlio secondogenito (in realtà era il terzogenito, in quanto il primogenito, Ruggero era morto bambino) del signore di Montgommery e visconte di Hiesmois, e primo conte di Shrewsbury, Ruggero II di Montgomery, e della sua prima moglie, la Signora di Bellême e d'Alençon, Mabel di Bellême, che, ancora secondo Guglielmo di Jumièges, era figlia del Signore di Bellême e signore d'Alençon, Guglielmo II e di Hildeburga, figlia del visconte del Maine, Arnolfo (Hildeburgem quippe filiam Arnulfi).

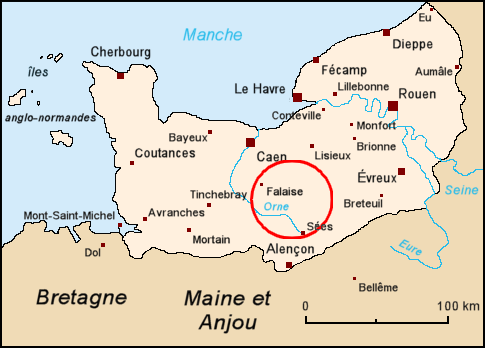
Normandia medievale, localizzazione di Hiesmois

Secondo ancora Guglielmo di Jumièges, Ruggero II di Montgomery era il figlio terzogenito del visconte di Hiesmois e signore di Montgommery, Ruggero I e, come conferma la Chronica Albrici Monachi Trium Fontium di Iosselina, figlia di Seufria, sorella della contessa di Rouen e marchesa di Normandia, Gunnora.

## Biografia
Ugo viene citato dagli Annales Cambriæ per aver devastato una regione nel nord della Francia.
Nel 1074, suo padre, Ruggero, fu creato I conte di Shrewsbury, al confine nord del Galles e piano piano accumulò molte delle terre che costituiscono l'odierno West Sussex, facendo di lui uno degli uomini più ricchi del tempo ed era proprietario di un grande numero di castelli, non solo attorno ad Arundel, ma anche in tutte le terre che rientravano nel contado di cui era stato investito;lo storico William John Corbett sostiene che a Ruggero erano state assegnate le baronie più ricche e che aveva ottenuto il permesso di costruire liberamente dei castelli.
Sua madre, Mabel, fu uccisa il 2 dicembre 1079, da Ugo di Giroie, che, secondo Guglielmo di Jumièges, assieme a tre fratelli, si introdusse nel castello di Bures (vicino a Caen), e la decapitò, mentre lei si rilassava nel letto dopo aver fatto un bagno. Gli assassini di Mabel fuggirono nel Ducato di Puglia. Il corpo di Mabel fu portato a Troarn, dove fu sepolto 3 giorni dopo (il 5 dicembre), nel convento della città.
Dopo la morte di Mabel, le sue signorie rimasero al marito, Ruggero II, ma furono governate da Roberto, motivo per cui Roberto non è conosciuto con il titolo del padre, ma con quello della madre.
Ugo in quel tempo, sempre secondo Orderico Vitale, si trovava in Puglia, con 16 cavalieri e cercò di intercettare gli assassini della madre, ma senza successo, poiché, riuscirono ad attraversare un fiume e poi distrussero il ponte, impedendo a Ugo di continuare l'inseguimento.
Secondo il documento nº 13 del Cartulaire de Marmoutier pour le Perche, nel 1092, suo fratello, Roberto II di Bellême, col permesso dei fratelli, Ugo, Ruggero detto di Poitou e Arnolfo, fece una donazione alla chiesa di Saint-Léonard de Bellême.
Ancora secondo Orderico Vitale, suo padre, Ruggero morì circa sei anni dopo Guglielmo il Conquistatore; morì a Shrewsbury, nel 1094, dove venne sepolto, nella chiesa dedicata a San Pietro, da lui edificata.
Dopo la sua morte, le sue proprietà vennero equamente divise fra i suoi numerosi figli, come da volontà testamentarie, a Ugo andarono le proprietà inglesi, mentre il fratello Roberto ereditò quelle normanne, trovandosi così proprietario di buona parte della Normandia centro-meridionale.
Ugo morì nel 1098; infatti ancora Orderico Vitale descrive la morte di Ugo, II conte di Shrewsbury, combattendo contro Magnus III di Norvegia, che tentava un'invasione dal mare, e che Roberto ottenne i feudi del fratello pagando a re Guglielmo 3000 sterline (hi millia librarum sterilensium); sempre Orderico Vitale narra che fu ucciso da un colpo di lancia dei norvegesi di Magnus, sulle coste gallesi, e fu trasportato a Shrewsbury, dove fu sepolto.

## Discendenza
Ugo non ebbe moglie e di lui non si conosce alcuna discendenza.

### Fonti primarie
- (LA)  Monumenta Germanica Historica, tomus XXIII.
- (LA)  Historiae Normannorum scriptores antiqui.
- (LA)  Annales Cambriæ.
- (LA)  Historia Ecclesiastica, tomus II.
- (LA)  Historia Ecclesiastica, tomus III.
- (LA)  Historia Ecclesiastica, tomus IV.
- (LA)  Ordericus Vitalis, Historia Ecclesiastica, vol. unicum.
- (LA)  Cartulaire de Marmoutier pour le Perche.
- (LA)  Florence of Worcester chronicle.
- (LA)  Florentii Wigorniensis monachi Chronicon, Tomus II.

### Letteratura storiografica
- William John Corbett, "L'evoluzione del ducato di Normandia e la conquista normanna dell'Inghilterra", cap. I, vol. VI (Declino dell'impero e del papato e sviluppo degli stati nazionali) della Storia del Mondo Medievale, 1999, pp. 5–55.